# Hans Paul von Humboldt-Dachroeden
Hans Paul Wilhelm Alexander Freiherr von Humboldt-Dachroeden (* 26. März 1857 in Ottmachau, Oberschlesien; † 2. Februar 1940 in Wünsdorf, Brandenburg) war ein deutscher Diplomat.

## Leben
Hans Paul von Humboldt-Dachroeden war Sohn von Wilhelm von Humboldt-Dachroeden (1823–1867) (dem Enkel des berühmten Gelehrten und Staatsmannes Wilhelm von Humboldt) und seiner Frau Hermine von Werder (1830–1903). Der von der Witwe Hermine von Humboldt-Dachroeden beantragte und 1875 vom Kaiser gewährte Freiherrntitel erleichterte ihrem Sohn und ihren Enkeln die höhere militärische und diplomatische Laufbahn im späten Kaiserreich. Hans Paul v. Humboldt-Dachroeden studierte an der Georg-August-Universität Göttingen Rechtswissenschaft und war von Ostern 1877 bis Ostern 1878 im Corps Saxonia Göttingen aktiv. Am 21. Juli 1885 heiratete er Elsbeth Schmidt († 1953). Das Paar hatte zwei Töchter und einen Sohn.
Nachdem er 1886 das Assessorexamen bestanden hatte, schlug er die diplomatische Laufbahn im Auswärtigen Amt ein. 1887 wurde er Vizekonsul in London, 1893 Konsul in Moskau, 1901 Konsul in Alexandrien, 1905 Generalkonsul in Kapstadt und 1915 stellvertretender Generalkonsul in Amsterdam. 1920–1923 war v. Humboldt-Dachroeden deutscher Gesandter in Lima. 
1906 wurde er Corpsschleifenträger von Saxonia Göttingen.